# دييغو لوبيز
دييغو لوبيز رودريغيز (بالإسبانية: Diego López Rodríguez)‏ لاعب كرة قدم إسباني من مواليد 3 نوفمبر 1981 يلعب حالياً كحارس مرمى لفريق إسبانيول، وكان لوبيز قد بدأ مشواره الكروي كناشئ في صفوف ريال مدريد حيث قضى 7 سنوات قبل أن ينتقل لفياريال الذي لعب في صفوفه أكثر من 200 مباراة رسمية خلال 5 سنوات أثبت خلالها أنه أحد أبرز الحراس في الليغا الإسبانية، قبل أن ينتقل لنصف موسم لإشبيلية ومن ثم يعود لريال مدريد مطلع عام 2013 بعقدٍ يمتد لـ4 سنوات. أما على الصعيد الدولي فسبق للوبيز أن مثل المنتخب الإسباني في مباراة وحيدة بكأس القارات عام 2009.

## ريال مدريد
ولد لوبيز في بلدة باراديلا الواقعة في مقاطعة لوغو في منطقة غاليسيا، وتدرج في صفوف فريق الناشئين لنادي ديبورتيفو لوغو قبل أن ينتقل بعمر الـ19 لريال مدريد، وبعد فترة قضاها معاراً لفريق الكوركون العاصمي تصعد لوبيز إلى الفريق الرديف للريال في موسمه الثاني مع النادي حيث تأهل معه لدوري الدرجة الثانية الإسبانيا.
في الموسمين التاليين كان لوبيز الحارس الاحتياطي لإيكر كاسياس وشارك في مبارتين متتاليتين فاز بهما الريال في نهاية موسم 2005-06 حيث تلقى كاسياس بطاقة حمراء بمواجهة أوساسونا واستمر إيقافه لمباراة رايسنغ سانتاندر، كما ظهر في مباراة أمام أولمبياكوس انتهت بخسارة الريال 1-2 في دوري المجموعات لدوري الأبطال الأوروبي.

## فياريال
في أواخر يونيو من عام 2007 انتقل لوبيز إلى فياريال مقابل بدل مادي قدّر بحوالي 6 ملاييين يورو وبدأ موسمه الأول مع النادي كبديل للحارس الأوروغواياني سيباستيان فييرا، لكن بعد سلسلة من العروض القوية له في مباريات الكأس وبعض مباريات الدوري الأوروبي حيث كانت تعطى له الفرصة للعب تمَت ترقيته ليصبح الحارس الأساسي للفريق، وأنهى الموسم الأول بـ20 ظهور مع الفريق.
موسم 2008-2009 عزز لوبيز من مركزه كالحارس الأساسي لفياريال وساعدهم لانهاء الموسم بالمركز الخامس، وفي الموسم التالي استمر تألق لوبيز لكن هذه المرة حل فريقه بالترتيب السابع خارج المراكز المؤهلة للمسابقات الأوروبية(إلا أنهم عادوا وتأهلوا للدوري الأوروبي بعد استبعاد مايوركا بسبب افلاسه). وعاد لوبيز ليظهور بكامل مباريات فريقه لموسم 2011-2012 ما عدا مباراة واحدة كان قد استبعد فيها بمواجهة اشبيلية، لكن الموسم انتهى بشكلٍ كارثي بالنسبة لفريقه حيث سقط فياريال للدرجة الثانية وتلقت شباك لوبيز 50 هدف.

## اشبيلية
في 22 مايو 2012 تم الإعلان عن توقيع لوبيز لعقد يمتد لـخمس سنوات مع اشبيلية بصفقة انتقال كلفت خزائن النادي الإسباني حوالي 3.5 مليون يورو، وتقاسم لاعب فياريال السابق المركز الأساسي لحراسة المرمى مع المخضرم اندريس بالوب.

## ريال مدريد
وفي 25 يناير من عام 2013 عاد لوبيز لريال مدريد بعد اصابة كاسياس لكسر في يده حيث وقَع على عقدٍ يمتد لغاية عام 2017، وأعلن بأن العودة لصفوف الريال كان بمثابة حلم بالنسبة له. ظهر لوبيز لأول مرة منذ عودته للريال في مباراة الفريق بمواجهة برشلونة في 30 يناير 2013 وانتهت بالتعادل الإيجابي بنتيجة 1-1.

## إيه سي ميلان
في 13 أغسطس 2014 انتقل لوبيز إلى إيه سي ميلان بانتقال حر.

## المسيرة الدولية
تلقى لوبيز أول استدعاء لصفوف المنتخب الإسباني في مبارتين ضمن تصفيات كأس العالم 2010(المبارتين أمام تركيا ولم يلعب أي دقيقة)، لاحقاً في أواخر مارس وبدايات أبريل من عام 2009 تمَت تسمية اللاعب من قبل السيد فيسنتي ديل بوسكي ضمن تشكيلة المنتخب الإسباني المشاركة بكأس القارات في جنوب أفريقيا، حيث لم ينجح بلعب أي مباراة. في 12 أغسطس 2009 سجل لوبيز أول ظهور دولي له حيث دخل كبديل لبيبي رينا في آخر 30 دقيقة من مباراة إسبانيا ومقدونيا ونجح بالحفاظ على نظافة شباكه.

## الإنجازات

### النادي

#### ريال مدريد
- الدوري الإسباني: 2006-2007
- كأس ملك إسبانيا: 2013-2014
- دوري أبطال أوروبا: 2013-2014
- كأس السوبر الأوروبي: 2014

### المنتخب الإسباني
- كأس القارات: المركز الثالث - 2009

## إحصائياته مع الأندية التي لعب لها
آخر تحديث 5 مارس 2013.
| النادي            | الموسم       | الدوري | الدوري  | الكأس  | الكأس   | أوروبا | أوروبا  | المجموع | المجموع |
| النادي            | الموسم       | الظهور | الأهداف | الظهور | الأهداف | الظهور | الأهداف | الظهور  | الأهداف |
| ----------------- | ------------ | ------ | ------- | ------ | ------- | ------ | ------- | ------- | ------- |
| ريال مدريد الرديف | 2003–04      | 6      | 0       | —      | —       | —      | —       | 6       | 0       |
| ريال مدريد الرديف | 2004–05      | 35     | 0       | —      | —       | —      | —       | 35      | 0       |
| ريال مدريد الرديف | المجموع      | 41     | 0       | —      | —       | —      | —       | 41      | 0       |
| ريال مدريد        | 2005–06      | 2      | 0       | 3      | 0       | 1      | 0       | 6       | 0       |
| ريال مدريد        | 2006–07      | 0      | 0       | 4      | 0       | 1      | 0       | 5       | 0       |
| ريال مدريد        | المجموع      | 2      | 0       | 7      | 0       | 2      | 0       | 11      | 0       |
| فياريال           | 2007-08      | 21     | 0       | 0      | 0       | 0      | 0       | 21      | 0       |
| فياريال           | 2008–09      | 38     | 0       | 0      | 0       | 9      | 0       | 47      | 0       |
| فياريال           | 2009–10      | 38     | 0       | 2      | 0       | 9      | 0       | 49      | 0       |
| فياريال           | 2010–11      | 38     | 0       | 2      | 0       | 15     | 0       | 55      | 0       |
| فياريال           | 2011–12      | 37     | 0       | 0      | 0       | 8      | 0       | 45      | 0       |
| فياريال           | المجموع      | 172    | 0       | 4      | 0       | 41     | 0       | 217     | 0       |
| إشبيلية           | 2012–13      | 8      | 0       | 3      | 0       | 0      | 0       | 11      | 0       |
| إشبيلية           | المجموع      | 8      | 0       | 3      | 0       | 0      | 0       | 11      | 0       |
| ريال مدريد        | 2012–13      | 5      | 0       | 2      | 0       | 2      | 0       | 9       | 0       |
| ريال مدريد        | المجموع      | 5      | 0       | 2      | 0       | 2      | 0       | 9       | 0       |
| مجموع مسيرته      | مجموع مسيرته | 228    | 0       | 16     | 0       | 45     | 0       | 289     | 0       |

## روابط خارجية
- دييغو لوبيز على موقع الاتحاد الدولي (مؤرشف)  (الإنجليزية)
- دييغو لوبيز على موقع الاتحاد الأوربي (الإنجليزية)
- دييغو لوبيز على موقع قاعدة بيانات كرة القدم.إي يو (الإنجليزية)
- دييغو لوبيز على موقع بيانات كرة القدم. دي إي (الألمانية)
- دييغو لوبيز على موقع ليكيب (الفرنسية)
- دييغو لوبيز على موقع ناشيونال فوتبول تيمز (الإنجليزية)
- دييغو لوبيز على موقع Soccerway.com (الإنجليزية)
- دييغو لوبيز على موقع عالم كرة القدم.نت (الإنجليزية)
- دييغو لوبيز على موقع AS.com (الإسبانية)